# Viceversa Literatur
Viceversa Literatur ist ein dreisprachiges Jahrbuch der Schweizer Literatur. Es wird vom Service de Presse Suisse herausgegeben und erscheint in drei Ausgaben: auf Deutsch beim Rotpunktverlag, auf Französisch bei Éditions Zoé und auf Italienisch bei Edizioni Casagrande. Es entstand 2007 in der Nachfolge der französischsprachigen Zeitschrift Feuxcroisés, die 1999 gegründet worden war.
Die 1997 gestartete Website www.culturactif.ch wurde im Oktober 2012 zur dreisprachigen Website viceversaliteratur.ch. Als Online-Schwester des o. g. Literaturjahrbuchs Viceversa Literatur widmet sich die Plattform der Schweizer Literatur. Als ein weiteres Projekt des Vereins publiziert sie wöchentlich neue Beiträge als Rezensionen, themenzentrierte Artikel, Interviews u. a. mehr. Sie unterhält zudem ein Archiv mit Autoren in der Schweiz, unabhängig von ihrer nationalen Zugehörigkeit.
Die deutschsprachige Redaktion besteht aus Ruth Gantert und Beat Mazenauer; die französischsprachige Redaktion aus Anne-Lise Delacétaz, Ruth Gantert und Claudine Gaetzi, und die italienischsprachige Redaktion aus Carlotta Bernardoni-Jaquinta, Ruth Gantert, Matteo Ferrari und Natalia Proserpi, die rätoromanische Redaktion aus Gianna Olinda Canonau.